# Гошкодеря, Виталий Валерьевич
Вита́лий Вале́рьевич Гошкоде́ря (укр. Віталій Валерійович Гошкодеря; род. 8 января 1988, Донецк) — украинский футболист, полузащитник клуба «Мариуполь».

## Биография
Сын футболиста «Шахтёра» Валерия Гошкодери. Пять лет раннего детства провел в Польше, отец там играл за польский клуб «Сталь». Первый раз на футбольную тренировку отец повёл Виталика в 6 лет ещё в Польше.
Потом с 7 лет он уже тренировался в академии донецкого «Шахтёра». За «Шахтёр-3» дебютировал 30 октября 2004 года в матче против «Горняк-Спорта». За команду продолжал играть до конца 2008 года, так и не проведя ни одного матча за основу.
Вторую половину сезона 2008/09 провёл в аренде за донецкий «Олимпик». Потом два года играл на правах аренды в луцкой «Волыни». С ней вышел из Первой лиги Украины в украинскую Премьер-лигу в 2010 году.
В сезоне 2011/12 играл на правах аренды в криворожском «Кривбассе», а затем в ахтырском «Нефтянике».
Летом 2013 снова подписал контракт с луцкой «Волынью». Зимой 2015 года стал игроком донецкого «Олимпика».
В июле 2017 года, будучи свободным агентом, подписал контракт с казахстанским клубом «Окжетпес» до конца года. Но команда заняла последнее место в Премьер-лиге и вылетела в Первую лигу. Тем не менее клуб продолжил с украинским полузащитником контракт на 2018 год с продлением в случае возвращения в Премьер-лигу. Команда во главе с Сергеем Попковым сумела сразу вернуться в высший дивизион, но пришедший новый местный тренер Андрей Карпович привёл с собой новых футболистов.
В феврале 2019 года стал игроком одесского «Черноморца». В первой же игре отметился голом

## Достижения
- Серебряный призёр Первой лиги Украины: 2009/10
- Победитель Первой лиги Казахстана: 2018